# ナオミ・ワッツ
ナオミ・ワッツ（Naomi Ellen Watts, 1968年9月28日 - ）は、イングランド生まれのイギリスとオーストラリアの女優。

## 生い立ち
イングランドのケント州ショアハムで生まれる。父親のピーター・ワッツはピンク・フロイドのサウンド・エンジニア。母親のミヴ・ワッツはアンティークのディーラーや衣装デザイナーを務めていた。幼少時のナオミがピンク・フロイドのメンバーらと共に納められている写真をニック・メイスンがピンク・フロイドの自伝に掲載した。1つ違いの兄であるベン・ワッツは現在イギリスで写真家として活動している。両親はナオミが4歳のときに離婚し、7歳で父を亡くすと家族と共にウェールズのアングルシー島に移住し、スランヴァイルプールグウィンギルゴゲリッヒルンドロブールスランティシリオゴゴゴッホで暮らす。母方の祖父母（ヒュー＆ニッキー・ロバーツ）と生活した。
ワッツは離婚後の母を端的にヒッピーと表現した。ワッツが14歳の時、1982年に家族は祖母の出身地であるオーストラリアのシドニーに移住した。一家は揃ってオーストラリアの市民権を得たため二重国籍となったがワッツは国籍や愛国心について「イギリスでの14年間はとても幸せな日々で、離れたいと思ったことはない。オーストラリアに住んでいた頃も頻繁にイギリスを訪ねた。」と語っている。
シドニーに移住後ワッツは複数の演劇学校に在籍した。15歳の時にオーディションで出会ったニコール・キッドマンとは現在に至るまで深い交友関係にある。
1986年に演劇活動を休止し、モデルとして生計を立てるために日本へ移住した。しかしプロのモデルとして肉体的な必要条件を満たしていなかったために、ワッツにとって全く興味の湧かない販売促進の部門に配属されそうになったことから4ヶ月で辞職。彼女は後に当時のことを「人生で最悪の時期」と振り返っている。帰国後はデパートでファッション雑誌のアシスタントとして働いた。その中で小規模の演劇活動に招待されるうちに演劇活動への情熱を取り戻し、再び女優として活動する決意を固めた。

## キャリア
女優としてのキャリアの始まりはオーストラリアのテレビドラマやコマーシャルであった。インディーズ映画で共演したキッドマンやタンディ・ニュートンが世間の注目を集める中でワッツは評価されるまでに到らず、カルト映画やB級映画で食い繋ぐ苦しい時期が長く続いた。
2001年のデヴィッド・リンチによる映画『マルホランド・ドライブ』の主役に抜擢され、ナショナル・ボード・オブ・レビューなど、数多くの映画賞を受賞したことを転機に、翌年に日本で大ヒットしたホラー映画のリメイク作品である『ザ・リング』にも主演（この頃から日本でも名前が知られるようになった）。
2003年公開の『21グラム』で初めてアカデミー主演女優賞にノミネート。
2005年公開の『キング・コング』では「37歳のヒロイン」ということで大きな話題となり、キャリアの中で最高額となる5億$超の興行収入を記録した。

## 私生活
オーストラリアの学校でクラスメイトであったニコール・キッドマンや『21グラム』で共演したベニチオ・デル・トロ、オーストラリア人女優アイラ・フィッシャーとは特に仲が良い。
過去にステファン・ホプキンスや『ケリー・ザ・ギャング』で共演したヒース・レジャーと2002年から2004年まで交際。2005年春からアメリカ人のリーヴ・シュレイバーと交際し、2007年7月28日にロサンゼルスでシュレイバーとの間に長男（アレクサンダー・ピート）を、2008年12月13日にニューヨークで2番目の子となるカイを出産。カイはトランスジェンダー女性であり、ナオミ・ワッツは娘のサポートをする姿勢を示している。
2016年にリーヴ・シュライバーと破局した。2017年からビリー・クラダップと交際している。2023年6月、クラダップと結婚した。
仏教への改宗を行ったとされている。

## 主な出演作品

### 映画
| 公開年 | 邦題 原題                                                                                         | 役名                                  | 備考                                                                        | 吹き替え                                        |
| ------ | ------------------------------------------------------------------------------------------------- | ------------------------------------- | --------------------------------------------------------------------------- | ----------------------------------------------- |
| 1986   | For Love Alone                                                                                    | レオのガールフレンド                  | 日本未公開                                                                  | N/A                                             |
| 1986   | The Custodian                                                                                     | ルイーズ                              | 日本未公開                                                                  | N/A                                             |
| 1993   | Wide Sargasso Sea                                                                                 | ファニー・グレイ                      | 日本未公開                                                                  | N/A                                             |
| 1993   | マチネー/土曜の午後はキッスで始まる Matinee                                                       | 若手女優                              |                                                                             |                                                 |
| 1995   | タンク・ガール Tank Girl                                                                          | ジェット・ガール                      | 亀井芳子                                                                    |                                                 |
| 1995   | 監視 Persons Unknown                                                                              | モリー                                | 日本劇場未公開                                                              |                                                 |
| 1996   | スティーブン・キング/アーバン・ハーベスト2 Children of the Corn IV: The Gathering                 | グレース・ローズ                      |                                                                             |                                                 |
| 1997   | ラスト・ウェディング Under the Lighthouse Dancing                                                 | ルイーズ                              |                                                                             |                                                 |
| 1998   | ベイブ/都会へ行く Babe: Pig in the City                                                           | Additional voices                     | 声の出演                                                                    |                                                 |
| 1998   | 娼婦ベロニカ Dangerous Beauty                                                                     | ジュリア・デ・レジー                  |                                                                             | 小林さやか                                      |
| 1998   | A House Divided                                                                                   | アマンダ                              | 日本未公開                                                                  | N/A                                             |
| 1999   | Strange Planet                                                                                    | アリス                                | 日本未公開                                                                  | N/A                                             |
| 2001   | マルホランド・ドライブ Mulholland Dr.                                                             | ベティ・エルムス/ダイアン・セルウィン |                                                                             | 山本雅子                                        |
| 2001   | ダウン Down                                                                                       | ジェニファー・エヴァンス              | 魏涼子（ソフト版） 深見梨加（テレビ東京版）                                 |                                                 |
| 2001   | Ellie Parker                                                                                      | エリー・パーカー                      | 日本未公開                                                                  | N/A                                             |
| 2001   | Never Date an Actress                                                                             | 浅はかなガールフレンド                | 日本未公開                                                                  | N/A                                             |
| 2002   | ザ・リング The Ring                                                                               | レイチェル・ケラー                    |                                                                             | 安藤麻吹（ソフト版） 井上喜久子（フジテレビ版） |
| 2002   | Rabbits                                                                                           | スージー                              | 日本未公開                                                                  | N/A                                             |
| 2002   | Undertaking Betty                                                                                 | メレディス                            | 日本未公開                                                                  | N/A                                             |
| 2003   | 21グラム 21 Grams                                                                                 | クリスティーナ・ペック                | アカデミー主演女優賞ノミネート 英国アカデミー賞 主演女優賞ノミネート        | 藤本喜久子                                      |
| 2003   | ル・ディヴォース/パリに恋して Le Divorce                                                          | ロクサーヌ・デ・パーサンド            |                                                                             | 佐々木優子                                      |
| 2003   | ケリー・ザ・ギャング Ned Kelly                                                                    | ジュリア・クック                      | 日本劇場未公開                                                              | 小林さやか                                      |
| 2004   | ハッカビーズ I ♥ Huckabees                                                                        | ドーン・キャンベル                    |                                                                             | 落合るみ                                        |
| 2004   | リチャード・ニクソン暗殺を企てた男 The Assassination of Richard Nixon                             | マリー・アンダーソン・ビック          | 金沢映子                                                                    |                                                 |
| 2004   | 夫以外の選択肢 We Don't Live Here Anymore                                                         | エディス・エヴァンス                  | 兼製作 日本劇場未公開                                                       |                                                 |
| 2005   | キング・コング King Kong                                                                          | アン・ダロウ                          |                                                                             | 安藤麻吹                                        |
| 2005   | ステイ Stay                                                                                       | ライラ・カルペッパー                  | 井上喜久子                                                                  |                                                 |
| 2005   | ザ・リング2 The Ring Two                                                                          | レイチェル・ケラー                    | 安藤麻吹                                                                    |                                                 |
| 2005   | ナオミ・ワッツ プレイズ エリー・パーカー Ellie Parker                                             | エリー・パーカー                      |                                                                             |                                                 |
| 2006   | ペインテッド・ヴェール ~ある貴婦人の過ち~ The Painted Veil                                        | キティ・フェーン                      | 日本劇場未公開                                                              |                                                 |
| 2006   | インランド・エンパイア Inland Empire                                                              | スージー・ラビット                    | 声の出演                                                                    | （吹き替え版なし）                              |
| 2007   | イースタン・プロミス Eastern Promises                                                             | アンナ                                |                                                                             | 佐々木優子                                      |
| 2008   | ファニーゲーム U.S.A. Funny Games U.S.                                                            | アン                                  | 兼製作総指揮                                                                | 井上喜久子                                      |
| 2009   | ザ・バンク 堕ちた巨像 The International                                                           | エレノア・ホイットマン                |                                                                             | 岡寛恵                                          |
| 2010   | 愛する人 Mother and Child                                                                         | エリザベス                            | （吹き替え版なし）                                                          |                                                 |
| 2010   | 恋のロンドン狂騒曲 You Will Meet a Tall Dark Stranger                                             | サリー・チャニング                    | （吹き替え版なし）                                                          |                                                 |
| 2010   | フェア・ゲーム Fair Game                                                                          | ヴァレリー・プレイム                  | 佐々木優子                                                                  |                                                 |
| 2011   | ドリームハウス Dream House                                                                        | アン・パターソン                      | 岡寛恵                                                                      |                                                 |
| 2011   | J・エドガー J. Edgar                                                                              | ヘレン・ギャンディ                    | 園崎未恵                                                                    |                                                 |
| 2012   | インポッシブル Lo Imposible                                                                       | マリア                                | アカデミー主演女優賞ノミネート                                              | 岡寛恵                                          |
| 2013   | ムービー43 Movie 43                                                                               | サマンサ                              |                                                                             | 魏涼子                                          |
| 2013   | 美しい絵の崩壊 Adoration                                                                          | リル                                  | TBA                                                                         |                                                 |
| 2013   | ダイアナ Diana                                                                                    | ウェールズ公妃ダイアナ                | 米倉涼子                                                                    |                                                 |
| 2013   | マイ・ライフ・メモリー Sunlight Jr.                                                               | メリッサ                              | （吹き替え版なし）                                                          |                                                 |
| 2014   | バードマン あるいは（無知がもたらす予期せぬ奇跡） Birdman or (The Unexpected Virtue of Ignorance) | レスリー                              | 岡寛恵                                                                      |                                                 |
| 2014   | ヴィンセントが教えてくれたこと St. Vincent                                                        | ダカ                                  | 八十川真由野                                                                |                                                 |
| 2014   | ヤング・アダルト・ニューヨーク While We're Young                                                  | コーネリア                            | 岡寛恵                                                                      |                                                 |
| 2015   | ダイバージェントNEO The Divergent Series: Insurgent                                               | イブリン・ジョンソン＝イートン        | 三石琴乃                                                                    |                                                 |
| 2015   | アバウト・レイ 16歳の決断 Three Generations                                                       | マギー                                | （吹き替え版なし）                                                          |                                                 |
| 2015   | 雨の日は会えない、晴れた日は君を想う Demolition                                                   | カレン・モレノ                        | 安藤麻吹                                                                    |                                                 |
| 2015   | 追憶の森 The Sea of Trees                                                                         | ジョーン・ブレナン                    | 岡寛恵                                                                      |                                                 |
| 2016   | ダイバージェントFINAL The Divergent Series: Allegiant                                             | イブリン・ジョンソン＝イートン        | 三石琴乃                                                                    |                                                 |
| 2016   | チャンプ Chuck                                                                                    | リンダ                                | 日本劇場未公開 WOWOW放映時のタイトルは『チャック 〜“ロッキー”になった男〜』 | （吹き替え版なし）                              |
| 2017   | ザ・ブック・オブ・ヘンリー The Book of Henry                                                      | スーザン・カーペンター                |                                                                             | （吹き替え版なし）                              |
| 2017   | ガラスの城の約束 The Glass Castle                                                                 | ローズマリー・ウォールズ              | 藤本喜久子                                                                  |                                                 |
| 2018   | オフィーリア Ophelia                                                                              | ガートルード / メヒティルト           | （吹き替え版なし）                                                          |                                                 |
| 2018   | バイス Vice                                                                                       | FOXニュースのアンカー                 |                                                                             |                                                 |
| 2019   | ルース・エドガー Luce                                                                             | エイミー・エドガー                    | （吹き替え版なし）                                                          |                                                 |
| 2019   | ウルフ・アワー The Wolf Hour                                                                      | ジューン・E・リー                     | （吹き替え版なし）                                                          | 兼製作総指揮                                    |
| 2020   | ペンギンが教えてくれたこと Penguin Bloom                                                          | サム・ブルーム                        | （吹き替え版なし）                                                          | 兼製作                                          |
| 2021   | コンティニュー Boss Level                                                                         | ジェマ・ウェルス                      |                                                                             | 那村有香                                        |
| 2021   | デスパレート・ラン The Desperate Hour                                                             | エイミー                              |                                                                             | 藤本喜久子                                      |
| 2022   | インフィニット・ストーム INFINITE STORM                                                           | パム・バレス                          |                                                                             | 園崎未恵                                        |
| 2022   | グッドナイト・マミー GOODNIGHT MOMMY                                                              | 母                                    |                                                                             | 三石琴乃                                        |
| 2024   | エマニュエル Emmanuelle                                                                           | マーゴ                                |                                                                             | 増岡裕子                                        |

### テレビ
| 放映年 | 邦題 原題                                                         | 役名                     | 備考                                     | 吹き替え           |
| ------ | ----------------------------------------------------------------- | ------------------------ | ---------------------------------------- | ------------------ |
| 1990   | Hey Dad..!                                                        | ベリンダ                 | 2エピソード                              | N/A                |
| 1991   | Home and Away                                                     | ジュリー・ギブソン       | 19エピソード                             | N/A                |
| 1991   | Brides of Christ                                                  | フランシス・ヘファーナン | 5エピソード                              | N/A                |
| 1993   | 過失 Gross Misconduct                                             | ジェニファー・カーター   |                                          | 田中敦子           |
| 1995   | ミラクル・アイランド Bermuda Triangle                             | アマンダ                 |                                          |                    |
| 1996   | Timepiece                                                         | メアリー・チャンドラー   | テレビ映画                               | N/A                |
| 1996   | Bermuda Triangle                                                  | アマンダ                 | テレビ映画                               | N/A                |
| 1997   | スリープウォーカー Sleepwalkers                                   | ケイト・ラッセル         | 9エピソードに出演                        |                    |
| 1998   | The Christmas Wish                                                | レネー                   | テレビ映画                               | N/A                |
| 1999   | ユニコーン・キラーを追え The Hunt for the Unicorn Killer          | ホリー・マダックス       | テレビ映画                               |                    |
| 2000   | アリス The Wyvern Mystery                                         | アリス                   | テレビ映画                               |                    |
| 2002   | The Outsider                                                      | レベッカ・ヨダー         | テレビ映画                               | N/A                |
| 2017   | ツイン・ピークス Twin Peaks                                       | ジェイニーE・ジョーンズ  | 10エピソード                             | 藤本喜久子         |
| 2017   | ジプシー Gypsy                                                    | ジーン・ホロウェイ       | 10エピソード、兼製作総指揮 Netflixで配信 | 黒井蘭             |
| 2019   | ザ・ラウデスト・ボイス-アメリカを分断した男- The Loudest Voice    | グレッチェン・カールソン | 7エピソード                              | 藤貴子             |
| 2022   | ザ・ウォッチャー The Watcher                                      | ノラ・ブランノック       | 兼製作総指揮                             | （吹き替え版なし） |
| 2024   | フュード/確執 カポーティ vs スワンたち Feud: Capote vs. The Swans | ベイブ・ペイリー         | シーズン2 兼製作総指揮                   | （吹き替え版なし） |
| 2025   | イカれてる⁈ Too Much                                              | アン・ラティガン         | 計1話出演                                | 今泉葉子           |
| 2025   | オール・イズ・フェア 女神たちの法廷 All's Fair                    | リバティ・ロンソン       | 兼製作総指揮                             |                    |